# Käina
Käina (dříve Keina, německy Keinis) je městečko v estonském kraji Hiiumaa, samosprávně patřící do obce Hiiumaa. Městečko je již po staletí přirozeným střediskem hustě osídlené a zemědělsky plně využívané oblasti v jižní části ostrova Hiiumaa a bývá též zváno obilnicí ostrova.

## Jméno
Lidová etymologie odvozuje jméno městečka od skotáckého pokřiku „kei-ná“, používaného jako pobídky k pohybu dobytka. Ve skutečnosti jméno pravděpodobně vzniklo z mužského jména „Kai“ či „Kei“ a staženého slova „nina“ („nos“, přeneseně „výběžek“, „mys“, „poloostrov“), tedy „Kaiův mys“. Jméno se až do roku 1934 psalo Keina; tehdy bylo na popud Estonské pošty změněno na Käina kvůli velmi častým záměnám s městem Keila v adresách dopisů a ve směrování telegramů.

## Dějiny

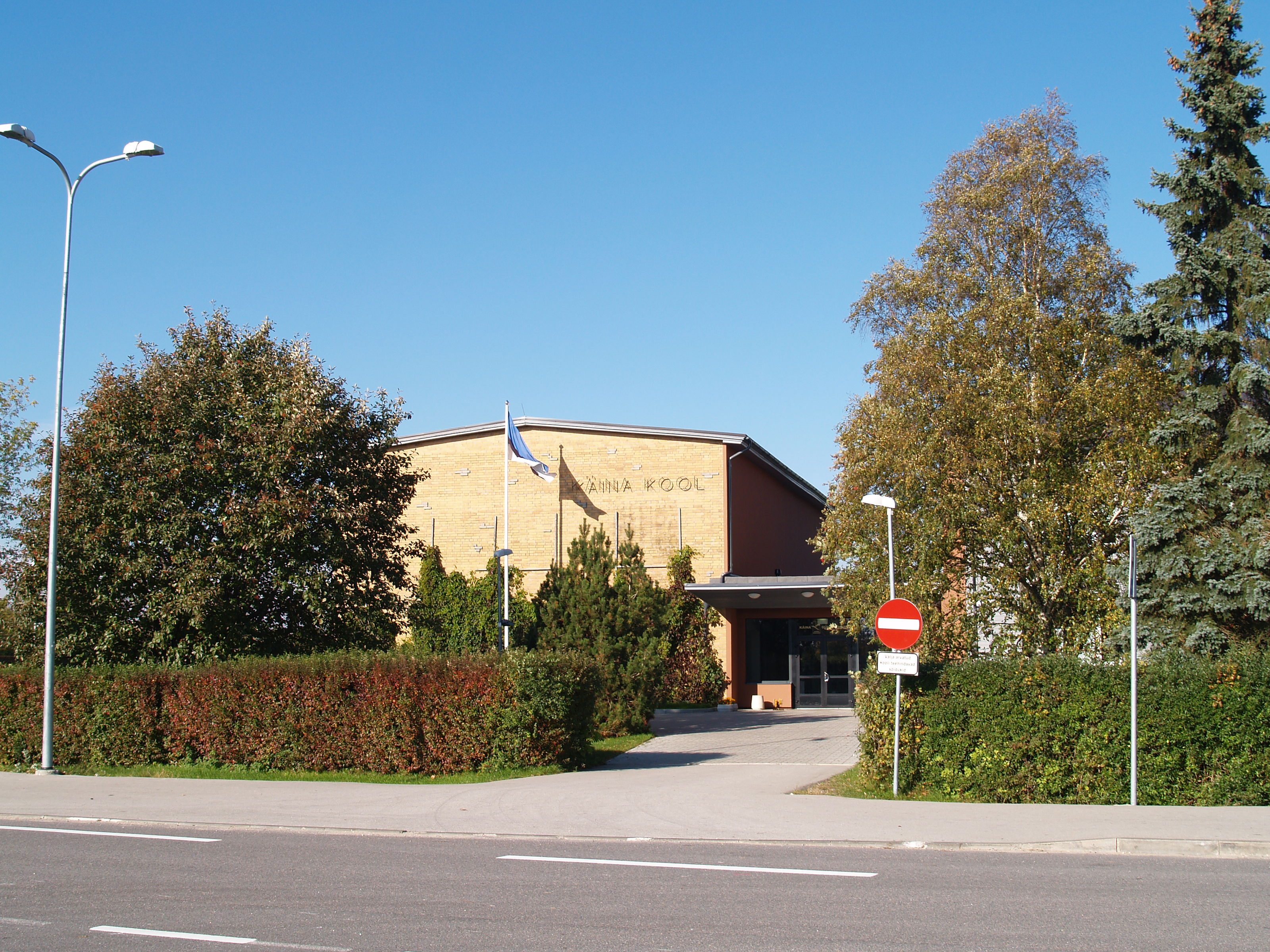
Käina gymnázium

První jmenná listinná zmínka o Käině (v podobě Keiniß) pochází až z roku 1522, bez přímého uvedení jména je však doloženo založení dřevěného kostela kolem poloviny 13. století. Käina tehdy ještě netvořila ani vesnici, nýbrž jako středisko rozptýlené farnosti sestávala jen z kostela a z farního statku. V roce 1556 prameny zmiňují též hostinec.
Postupný růst Käiny se zrychlil v 19. století. V 60. letech 19. století je v Käině založena škola, roku 1894 otevřen obecní dům, v městečku funguje továrna zpracovávající vlnu a zemědělské produkty. Růst pokračuje i za První republiky. S válečnými událostmi však přichází velký přeryv v životě městečka. První sovětská okupace v roce 1940 přinese první vlnu zatýkání a deportací, v bojích o ostrov na podzim 1941 je zničen kostel, továrna i řada dalších budov, následná nacistická okupace začíná hromadnou popravou údajných nepřátel říše, druhá sovětská okupace 1944 přináší další deportace a popravy, likvidaci dosavadních zemědělských struktur a zničení řady památkových budov. Käina však i v této době zůstávala po Kärdle druhým největším sídlem ostrova a důležitým centrem, takže dále rostla počtem obyvatel, rozlohou i stavebně (např. roku 1965 byla otevřena nová budova školy).
Plné možnosti dalšího rozvoje se Käině otevřely po obnovení estonské suverenity v roce 1991. S rostoucím turistickým ruchem ve městečku vyrostlo několik ubytovacích a stravovacích zařízení, od roku 1996 pracuje v Käině umělecká škola, käinská základní škola byla 1997 rozšířena v gymnázium.

## Pamětihodnosti
Dominantou městečka jsou zříceniny kostela sv. Martina. Jednolodní gotický kostel byl postaven v letech 1492-1515 na místě staršího dřevěného kostela, pravděpodobně vyhořelého. Kostel byl původně zasvěcen sv. Mikulášovi, teprve později sv. Martinovi, přičemž sv. Mikulášovi byl i nadále věnován jeden z bočních oltářů. Kostel byl opravován v roce 1660 a v prvních letech 18. století, 1859-1860 byl pak celkově přestavěn a rozšířen na jižní stranu, aby pojal rostoucí sbor (po přestavbě měl 600 míst k sezení). 14. října 1941 byl kostel během bojů o ostrov zasažen německou zápalnou bombou a z velké části zničen. Po válce již nebylo v podmínkách sovětské okupace možné jeho obnovení, evangelický sbor sv. Martina se dodnes schází v náhradní modlitebně v ulici Lootuse.
Mezi stavební památky patří rovněž budova obecního úřadu, postavená 1894 z nepravidelných žulových kvádrů ve stylu obvyklém na estonských ostrovech, a bývalý dům kostelníka, v němž se dnes nachází muzeum Rudolfa Tobiase.

## Kultura a společnost
V Käině se nachází mateřská škola (Käina Lasteaed), spojená základní a střední škola (Käina Gümnaasium), zájmová umělecká škola (Käina Kaunite Kunstide Kool) a denní centrum pro postižené (Hiiumaa Puuetega Inimeste Koja Päevakeskus). Působí tu sbor Estonské evangelické luterské církve.

## Významné osobnosti

### Rodáci
- Johannes Haller (1865-1947), historik
- Rudolf Tobias (1873-1918), hudební skladatel
- Bernhard Haller (1874-1957), duchovní a sociolog

### Obyvatelé
- Martin Gilläus (1610-1686), autor estonských písňových textů, působil v Käině 1647-1683 jako farář
- Mats Traat (1936–2022), spisovatel, žil v Käině 1958-1959

### Pohřbeni
- Evald Otto Alexander von Stackelberg (1847-1909), admirál

## Galerie

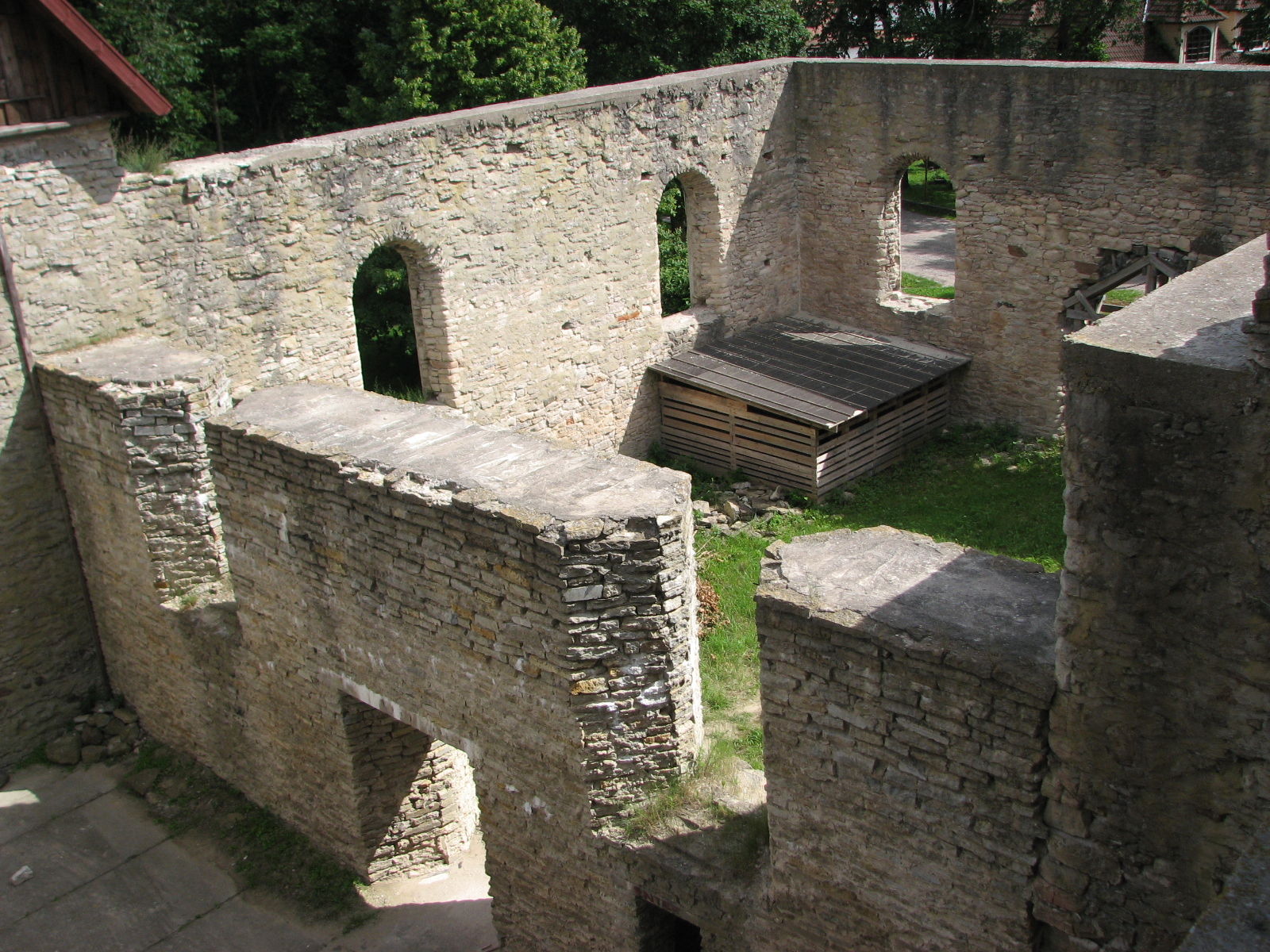
Celkový pohled na hlavní prostor kostela sv. Martina
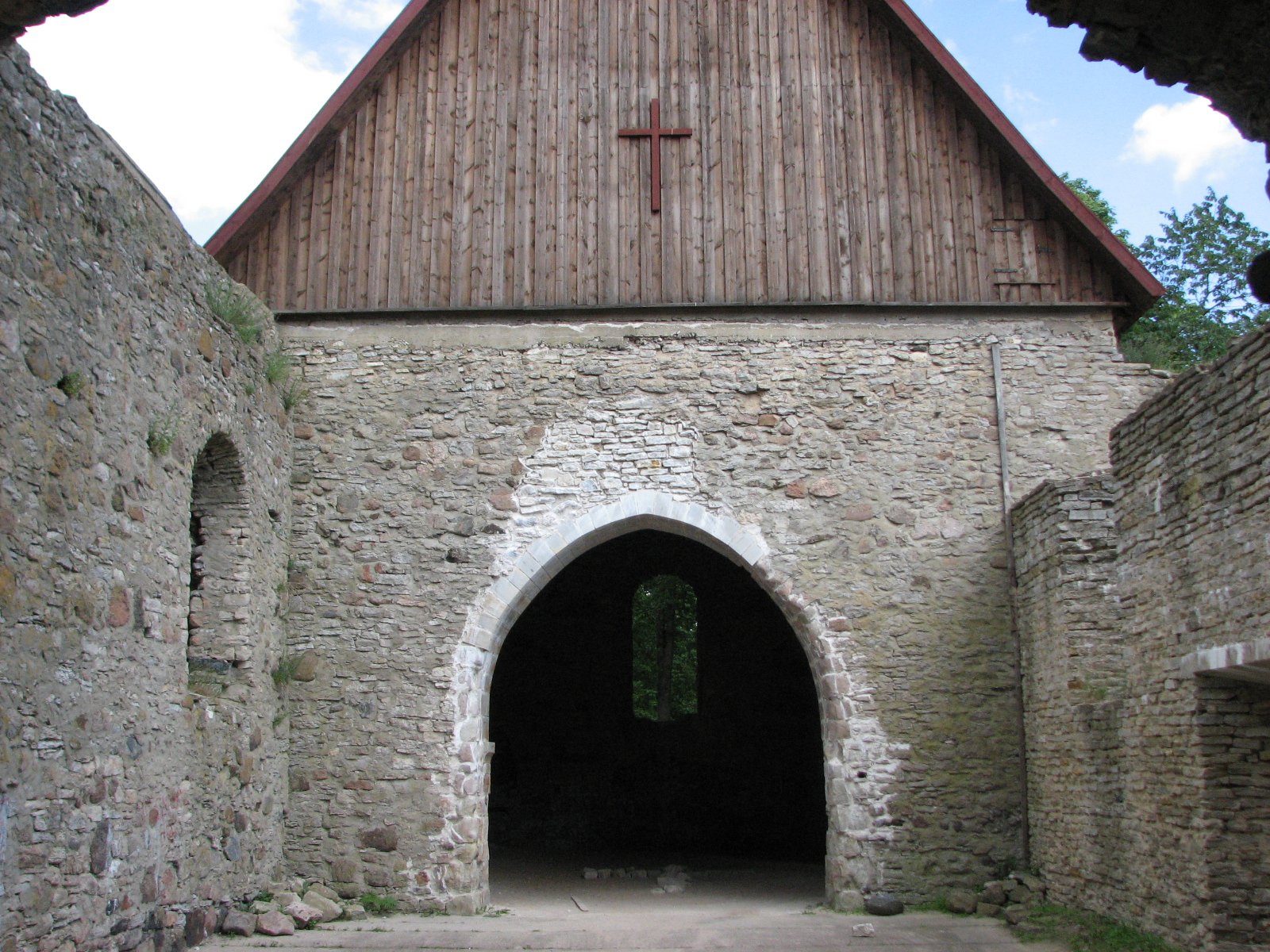
Znovuzastřešené kněžiště kostela
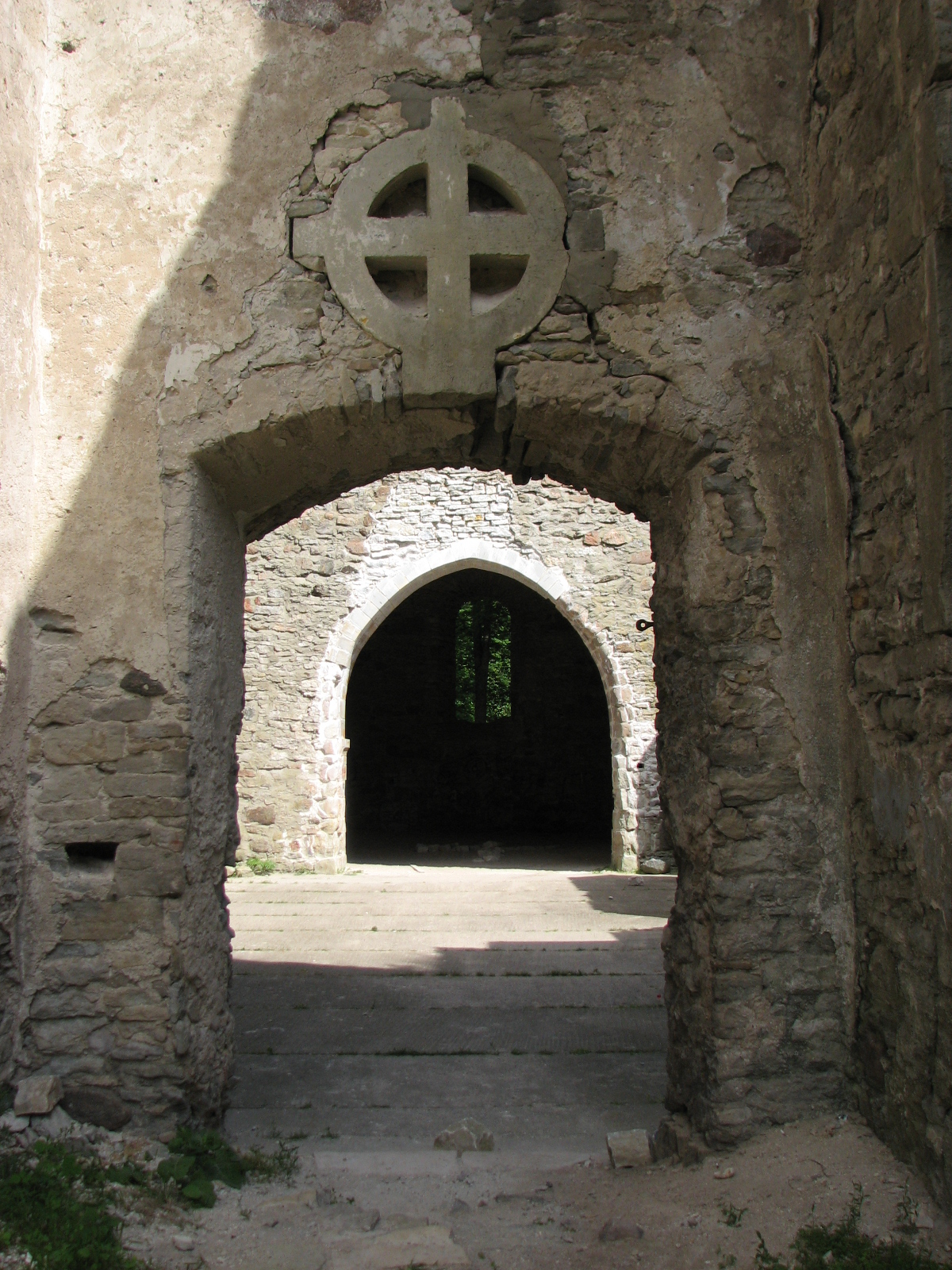
Kříž nad někdejším vchodem do kostela
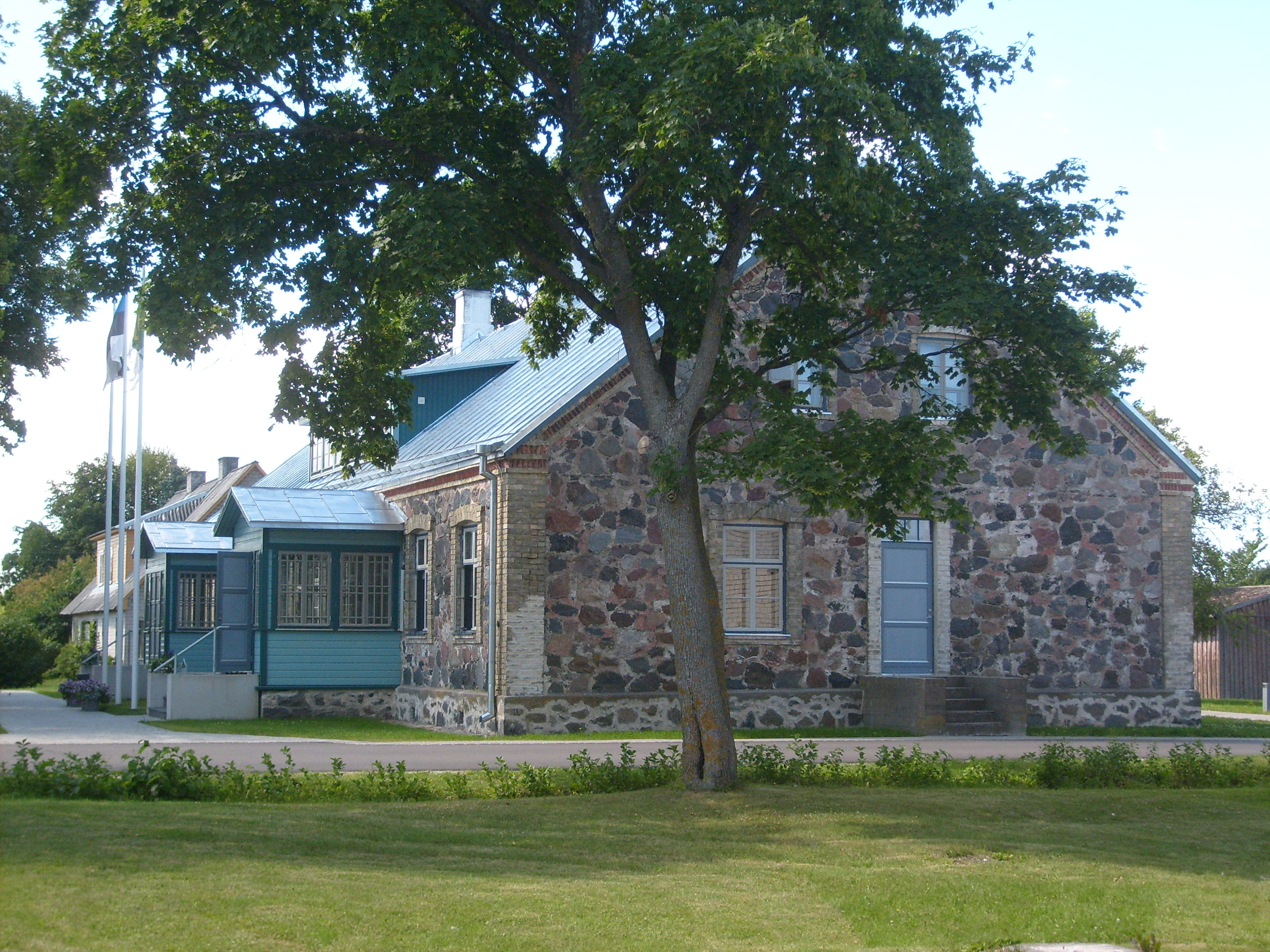
Budova käinského obecního úřadu
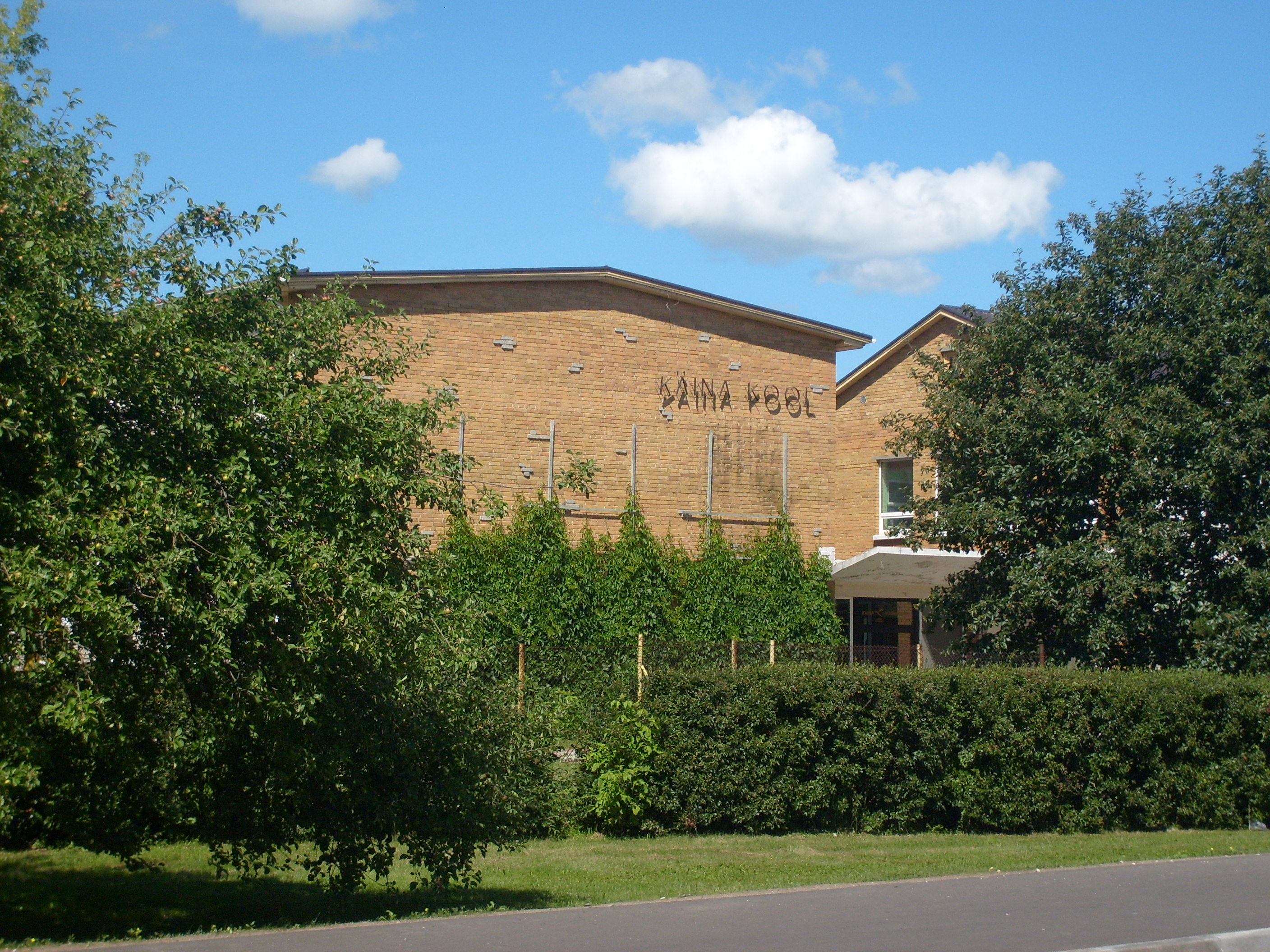
Käinské gymnázium
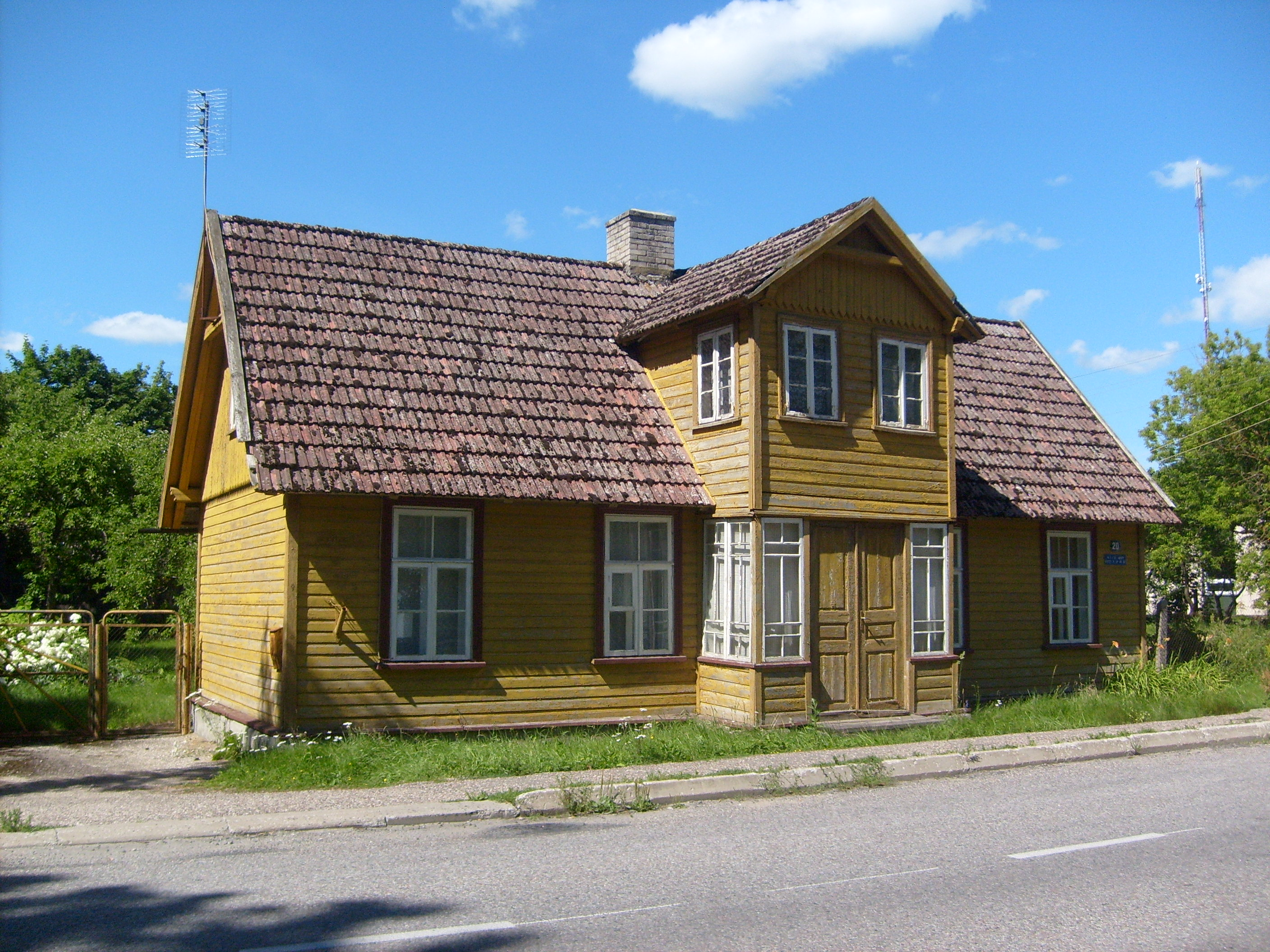
Řadový dřevěný dům v Käině